# Candiria
Candiria es un grupo experimental estadounidense de metal procedente de Brooklyn, New York formado en 1992. Inicialmente su música era grindcore de tempo lento con elementos de death metal mezclado con metal progresivo, técnico y vanguardista con influencias de jazz y ambient, pero más adelante empezaron a dejar atrás ese sonido inicial de metal extremo para enfocarse en un metalcore fusionado con groove metal y metal alternativo, a lo que se sumaba las influencias iniciales con recursos del hip-hop, pero sin caer en el rap metal o en el nu metal. Esto sería lo que ellos llaman "Fusión Urbana".
La banda estuvo al principio formado por Carley Coma en las voces, Chris Puma y Eric Matthews a las guitarras, y Kenneth Schalk a la batería y el bajo. De los cuales, en la actualidad solo sigue Carley Coma. 
Editaron 6 discos hasta 2004, ahí empezaron sus problemas legales con su discográfica que estuvieron a punto de poner fin a la existencia del grupo. Por suerte, en 2008, tras una batalla legal que finalizó con un veredicto favorable para la banda, lo cual los convirtió en millonarios de la noche a la mañana, editan «Kiss The Lie » que tenía años de estar acumulando polvo.

## Miembros

### Actuales
- Carley Coma — voz (1992—presente)
- John LaMacchia — guitarra solista (1997—presente)
- Michael MacIvor — bajo (1997—presente)
- Danny Grossarth — batería (2016—presente)
- Julio Arias — guitarra rítmica (2015—presente)

### Pasados
- Chris Puma — guitarra solista (1992—1997) (fallecido en 2009)
- Eric Matthews — guitarra rítmica (1992—2004), bajo (1992——1997)
- Eddie Ortiz — guitarra (2004—2015)
- Kenneth Schalk — batería, teclados, trompeta (1992——2016), bajo (1992——1997)

## Discografía

### Discos de estudio
- Surrealistic Madness (1995, Too Damn Hype Records)
- Beyond Reasonable Doubt (1997, Too Damn Hype Records)
- The Process of Self-Development (1999, M.I.A. Records)
- 300 Percent Density (2001, Century Media Records)
- The C.O.M.A. Imprint (2002, Lakeshore Records)
- What Doesn't Kill You... (2004, Type A Records)
- Kiss the Lie (2009, Rising Pulse Records)
- While They Were Sleeping (2016, Metal Blade Records)

### EP
- Subliminal (EP) (1994, self-released)
- Deep in the Mental (EP) (1995, Devastating Soundworks)